# Districtul Don Chedi
Don Chedi (în thailandeză ดอนเจดีย์) este un district (Amphoe) din provincia Suphanburi, Thailanda, cu o populație de 453.839 de locuitori și o suprafață de 252,081 km².